# John G. Frayne
John George Frayne (* 8. Juli 1894 in Irland; † 31. Oktober 1990 in Pasadena, Vereinigte Staaten) war ein irisch-amerikanischer Physiker, Erfinder, Tontechniker und Oscar-Preisträger.

## Leben und Wirken
John G. Frayne kam schon in jungen Jahren in die Vereinigten Staaten und hatte an der University of Minnesota bis zu seiner Promotion Physik studiert. Zeitgleich arbeitete er in den Bell Laboratories. 1928 wechselte Frayne an das California Institute of Technology. In der Folgezeit beschäftigte er sich mit diversen physikalischen und tontechnischen Studien, die er der breiten Öffentlichkeit in dem von ihm und dem Kollegen Halley Wolfe 1949 veröffentlichten Buch Elements of Sound Recording vorstellte.
Frayne entwickelte bzw. verbesserte Tonaufnahmetechniken bzw. deren Vervielfältigung, die noch in den 1970er und 1980er Jahren in der amerikanischen Filmwirtschaft Verwendung fanden. Er war auch an der Entwicklung des so genannten Sphärendensitometers beteiligt, die 1941 mit  einem Technik-Oscar ausgezeichnet wurde. Einen weiteren Oscar erhielt Frayne 1953 gemeinsam mit R.R. Scoville als Miterfinder von Intermodulationstechniken der Verzerrungsmessungen. Mit dem Gordon E. Sawyer Award wurde Frayne dreißig Jahre später im Rahmen der diesjährigen Oscar-Verleihung erneut ausgezeichnet.